# Иванов, Пётр Васильевич (этнограф)
Пётр Васильевич Иванов (1837, Чугуев — 1931) — малороссийский (украинский) этнограф, краевед.

## Биография
Служил в военной службе, потом работал учителем и смотрителем уездного училища в городе Купянске Харьковской губернии. В 1877—1884 годах был инспектором народных училищ.
В «Трудах» Харьковского общества испытателей природы Иванов напечатал ряд статей о фауне в окрестностях Купянска.
В «Сборниках» Харьковского историко-филологического общества — обширные статьи Иванова о народных поверьях про колдунов, ведьм и упырей (в IV т.), о домовых, леших и водяных (V т.), о детских играх в сёлах Купянского уезда (II т.). Разные этнографические статьи Иванова ранее были напечатаны в «Киевской старине» и «Харьковском сборнике». Лучшее исследование Иванова об украинских народных легендах напечатано в «Этнографическом обозрении» (1892 и 1893).